# Томас Гарт Бентон
Томас Гарт Бентон (англ. Thomas Hart Benton; 15 квітня 1889 — 19 січня 1975) — американський живописець і художник-монументаліст. Поряд з Грантом Вудом та Джоном Стюартрі Каррі — один з головних представників американського ріджіоналізма і муралізму. Флюїдні, скульптурні фігури на його картинах демонстрували повсякденних людей на сценах життя в США.

## Біографія

### Ранні роки
Народився в Неошо, штат Міссурі, у впливовій родині політиків. У нього були дві молодші сестри — Мері та Мілдред, та молодший брат Натаніель. Його мати Елізабет Вайз Бентон, а батько, полковник Меценас Бентон, був юристом і чотири рази обирався конгресменом США. Відомий як «маленький гігант Озарків», Меценас назвав свого сина на честь двоюрідного дядька Томаса Харта Бентона, одного з перших двох сенаторів Сполучених Штатів, обраних від Міссурі. Враховуючи політичну кар'єру батька, Бентон провів своє дитинство, подорожуючи між Вашингтоном, округом Колумбія та Міссурі. Батько відправив його в Західну військову академію в 1905–06, сподіваючись сформувати його для політичної кар'єри. Але Бентон постав проти планів свого батька, оскільки зростав у двох різних культурах. Він хотів розвинути інтерес до мистецтва, який підтримувала його мати. У підлітковому віці він працював карикатуристом американської газети Joplin.
Із заохоченням матері в 1907 році Бентон вступи до Чиказької школи художнього інституту. І вже через два роки він переїхав до Парижа, щоб продовжити мистецьку освіту в Академії Юліана. У роботі в мистецтві мати підтримувала його як фінансово, так і емоційно, поки він не одружився на початку 30-х років. Його сестра Мілдред сказала:
|  | Моя мати була великою силою в його дорослішанні |

 У Парижі Бентон познайомився з іншими північноамериканськими художниками, такими як мексиканець Дієго Рівера та Стентон Макдональд-Райт, прихильник синхромізму. Під впливом останнього, Бентон згодом прийняв стиль синхроміста.

### Перша світова війна
Після навчання в Європі Бентон переїхав до Нью-Йорка в 1912 році та відновив малювання. Під час Першої світової війни він служив у військово-морському флоті США і дислокувався у Норфолку, штат Вірджинія. Його робота, пов'язана з війною, вимагала реалістичної документації та сильно вплинула на його більш пізній стиль. Бентон почав малювати замасковані в сліпучий камуфляж кораблі, які заходили до гавані Норфолку. Його робота була важлива з кількох причин: пересвідчитися, що американські маляри правильно застосовували схеми камуфляжів, допомагати у виявленні кораблів США, які згодом можуть бути втрачені, та мати записи про маскування кораблів військово-морських сил інших дружніх країн. Пізніше Бентон сказав, що його робота для ВМС «була найважливішою справою, яку я коли-небудь робив, як художник».

### Шлюб
У 1922 одружився з італійською імігранткою Рітою Піаченце. Вони познайомились, коли Бентон викладав малювання для місцевої організації у Нью-Йорку, де вона була одною з його учениць. Вони були одружені майже 53 роки до смерті Бентона в 1975 році; Ріта померла через одинадцять тижнів після чоловіка. У пари були син Томас Піаченца Бентон (1926 року народження) і дочка Джессі Бентон (1939 року народження).

### Кар'єра

#### Регіоналізм
Повернувшись до Нью-Йорка на початку 1920-х, Бентон оголосив себе «ворогом модернізму»; він розпочав натуралістичну та репрезентативну роботу, нині відому як регіоналізм. Бентон був активним у лівій політиці. Він розширив масштаб своїх робіт «Регіоналіст», що досягло кульмінації його фресок в «Америці сьогодні» в Новій школі соціальних досліджень в 1930-31 роках. У 1984 році компанія AXA Equitable придбала та відреставрувала фрески, щоб повісити у вестибюлі AXA Equitable Tower на 1290 Шостій авеню в Нью-Йорку. У грудні 2012 року AXA подарувала фрески музею мистецтв Метрополітен.
Бентон увірвався до головної течії в 1932 році. Відносно невідомий, він виграв комісію з розпису фресок життя Індіани, запланованих державою на виставці «Століття прогресу 1933 року» в Чикаго. Фрески Індіани викликали суперечки; Бентон малював повсякденних людей і включав зображення подій в історії держави, які деякі люди не хотіли розголошувати. Критики напали на його роботу за показ членів Ку-клукс-клана (KKK) у повних регаліях. Найбільший показник ККК досяг у 1925 р. В Індіані 30 % дорослих чоловіків оцінювались членами клану, а в 1924 році члени ККК були обрані в якості губернатора, а також на інші політичні пости.
У 1932 році Бентон також намалював «Мистецтво життя в Америці» — набір великих фресок для раннього сайту Музею американського мистецтва Вітні. Основні панелі включають «Мистецтво міста», «Мистецтво Заходу», «Мистецтво Півдня» та «Мистецтво Індії». У 1953 р. П'ять панно було придбано Новим Британським музеєм американського мистецтва в штаті Коннектикут, і з тих пір їх там експонують.
24 грудня 1934 року Бентон був представлений на одній з найдавніших кольорових обкладинок журналу Time. Робота Бентона була представлена у статті під назвою «Сцена США» разом із роботами Гранта Вуда та Джона Стюарта Керрі. Тріо було представлено як нові герої американського мистецтва, а регіоналізм описувався як значний художній рух.

У 1935 році, після того, як «відчужив ліву спільноту художників та широкий світ мистецтв Нью-Йорк-Париж, вважаючи його народним стилем», Бентон покинув мистецькі дебати Нью-Йорка для свого рідного Міссурі. Йому було доручено створити фреску для Капітолію Міссурі в місті Джефферсон. Соціальна історія Міссурі, мабуть, найбільша робота Бентона. В інтерв'ю в 1973 році він сказав: 
|  | Якщо я маю право робити судження, я б сказав, що фреска з Міссурі - моя найкраща робота |

 Як і в його попередній роботі, суперечки виникали з приводу його відображення історії держави, оскільки він включав у себе суб'єктів рабства, міссурі, відстороненого Джессі Джеймса, та політичного боса Тома Пендергаста. Повернувшись у Міссурі, Бентон охопив художній рух регіоналів.

У 1937 році Бентон опублікував свою автобіографію «Художник в Америці», яка отримала визнання критиків. Письменник Сінклер Льюїс сказав про це: 
|  | Ось рідкісна річ, художник, який вміє писати |

 У цей період Бентон також почав випускати підписані літографії з обмеженим тиражем, які продавались по 5 доларів за кожну.

#### Викладацька кар'єра
Автобіографія Бентона вказує на те, що його сина було зараховано у віці від 3 до 9 років у міську та сільську школу в Нью-Йорку в обмін на його тамтешнє викладання мистецтва. Він включив засновника школи Каролін Пратт у «Міські заходи з танцювальним залом», одне з десяти панно в «Америка сьогодні».
Бентон викладав у Лізі мистецтв Нью-Йорка з 1926 по 1935 рік та в Художньому інституті Канзас-сіті з 1935 по 1941 рр. Його найвідоміший студент Джексон Поллок, яким він керував у Лізі мистецтв, заснував рух «Абстрактний експресіоніст». Поллок часто говорив, що традиційні вчення Бентона дали йому можливість повстати. З іншим своїм студентом, Гленом Раундом, який став плодовитим автором та ілюстратором дитячих книг, Бентон провів літо, гастролюючи на Заході США на початку 1930-х.
Серед студентів Бентона в Нью-Йорку та Канзас-Сіті, було багато художників, які здійснили вагомий внесок у американське мистецтво. Серед них Чарльз Поллок, Ерік Брансбі, Чарльз Банкс Вілсон, Фредерік Джеймс, Ламар Додд, Реджинальд Марш, Чарльз Грін Шоу, Марго Піт, Джексон Лі Несбітт, Роджер Медіріс тощо.
У 1941 році Бентона було звільнено з Художнього інституту після того, як він сказав, що типовий музей мистецтв «кладовище, яким керує гарний хлопчик з ніжними зап'ястями і виляннями у ході». Він зробив додаткові зневажливі посилання на надмірний вплив гомосексуалів (яких він називав «третьою статтю») у світі мистецтва.

## Твори
На своїх полотнах Томас Бентон показував сцени з повсякденного життя простих американців, часто з рідного йому Середнього Заходу. Особливо яскраві і вдалі картини сільського життя, що зображає будні доіндустріальної епохи. Його роботи часто відображають меланхолію, відчай і красу життя маленького міста. В кінці 1930-х років він створив деякі зі своїх найвідоміших робіт, в тому числі алегоричну оголену Персефону. Ілюстрував романи Марка Твена і Джона Стейнбека.

## Галерея

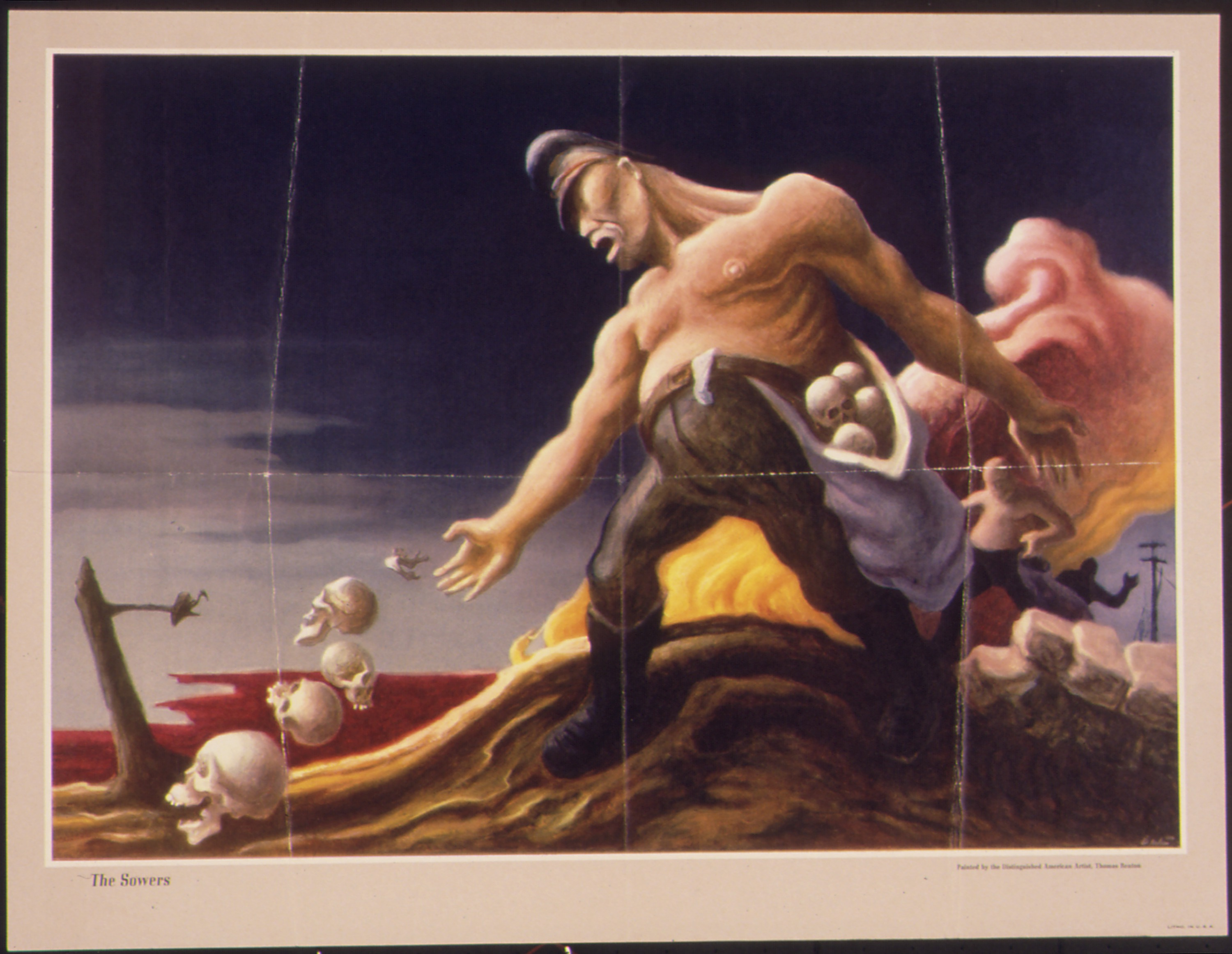
The Sowers. Painted by Distinquished Artist, Thomas Benton
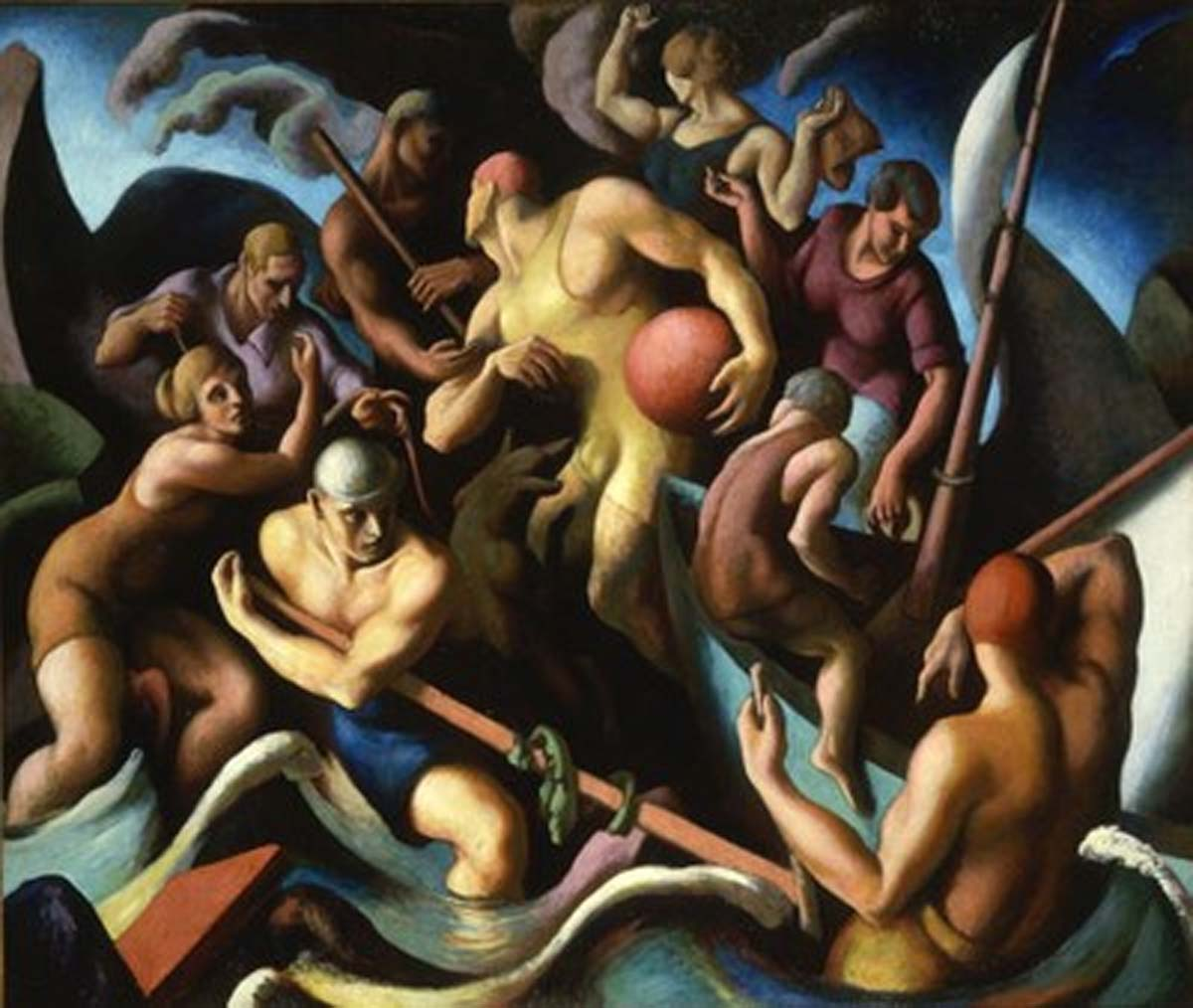
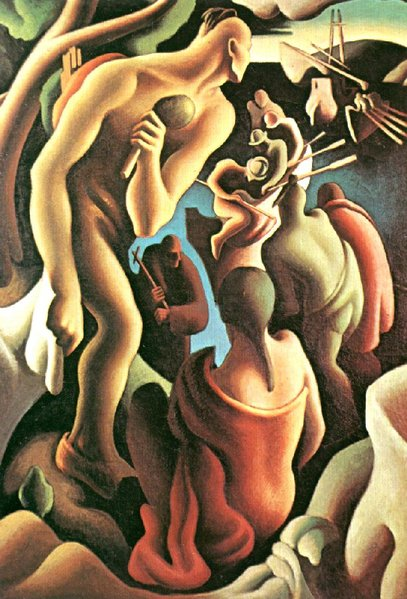
Benton American Discovery Viewed by Native Americans
Персефона (картина)Персефона (картина)
Америка сьогодніАмерика сьогодні